# Ahasver (film, 1917)
Pour plus de détails, voir Fiche technique et Distribution.
Ahasver est un film allemand réalisé par Robert Reinert sorti en 1917.

## Synopsis

### Première partie:Ahasver
Ahasver, le symbole du Juif errant, atteint les portes d'un château lors d'une nuit d'orage en 1400 lors de ses pérégrinations dans le temps, mais est d'abord refoulé par les locataires. Alors que la tempête fait rage, on le laisse finalement entrer Ahasver dans une pièce protégée. Il commence à raconter l'histoire de sa souffrance et pourquoi il est condamné à une agitation éternelle. Il décrit comment, selon la légende, il aurait froidement rejeté Jésus-Christ, qui s'est effondré devant sa maison à Jérusalem. Ahasver épouse plus tard la fille du locataire, mais n'apporte désormais qu'une grande misère à cette famille en raison de la malédiction qui pèse sur lui. Et ainsi il doit errer sans repos.

### Deuxième partie:Tragödie der Eifersucht
Ensuite, dans son errance sans fin, Ahasver rencontre le comte Gotheberg, qui est censé être la catharsis des personnes façonnées par le péché et la faillibilité, l'égoïsme et la bassesse, le désir injuste et la jalousie. Il est condamné à mort et doit être soumis à une guillotine. Ahasver peut le sauver de son destin sanglant, mais développe des désirs érotiques envers Eleonore, la compagne du comte. Ça tombe bien : les deux hommes se disputent sérieusement au sujet de la femme convoitée, et le rival du comte meurt dans la bagarre.

### Troisième partie:Das Gespenst der Vergangenheit
Son prochain arrêt est une mine, dont Ahasver devient directeur. Il découvre une jolie jeune fille prénommée Johanna dans le ghetto, l'emmène avec lui et la confie à un brocanteur. Johanna grandit et tombe amoureuse de l'ingénieur minier d'Ahasver, Baumann. Et de nouveau Ahasver tombe dans le péché : il convoite la femme de l'autre. Il séduit Johanna et fait mourir son concurrent Baumann.

## Fiche technique
- Titre original : Ahasver
- Réalisation : Robert Reinert
- Scénario : Robert Reinert
- Direction artistique : Robert A. Dietrich (de), Artur Günther (de)
- Photographie : Helmar Lerski
- Producteur : Robert Reinert
- Société de production : Deutsche Bioscop GmbH
- Société de distribution : Bioskop Film
- Pays d'origine :  Empire allemand
- Langue : allemand
- Format : Noir et blanc - 1,33:1 - 35 mm
- Genre : Drame
- Durée : première partie : 1 383 m, deuxième partie : 1 476 m, troisième partie : 1 526 m
- Dates de sortie :

Ahasver
- -  Empire allemand : 21 septembre 1917.
  -  Autriche-Hongrie : 19 novembre 1917.

Tragödie der Eifersucht
- -  Empire allemand : 5 octobre 1917.

Das Gespenst der Vergangenheit
- -  Empire allemand : 19 octobre 1917.

## Distribution
- Carl de Vogt : Ahasver
- Johannes Riemann : Janson, un jeune médecin
- Sybille Binder
- Helene Brahms
- Dora Schlüter
- Toni Zimmerer

## Production
Le film est produit en raison du succès de Homunculus dans le même format en plusieurs parties.
Le film est tourné de mai à juin 1917 dans les studios Bioscop à Neubabelsberg. Les trois parties passent la censure cinématographique en août 1917 et sont interdites aux jeunes. Les trois parties comportent chacune quatre actes.
Une version en une partie est produite en 1920, raccourcie à cinq actes et un peu moins d'une heure de projection et ramenée dans les cinémas allemands un peu plus tard (probablement après l'adoption de la censure cinématographique), sorti le 10 septembre 1921.

## Source de traduction
- (de) Cet article est partiellement ou en totalité issu de l’article de Wikipédia en allemand intitulé « Ahasver (1917) » (voir la liste des auteurs).

1. 1 2 3  (en) Rolf Giesen, The Nosferatu Story : The Seminal Horror Film, Its Predecessors and Its Enduring Legacy, McFarland, Incorporated, Publishers, 2019, 225 p. (ISBN 9781476672984, lire en ligne), p. 179